# آشوب مدام
آشوب مدام یا آشوب متحرک (به انگلیسی: Chaos Walking) فیلمی آمریکایی در سال ۲۰۲۱ در ژانر علمی–تخیلی و دلهره‌آور به کارگردانی داگ لیمان و نویسندگی چارلی کافمن، جیمی لیندن، پاتریک نس، لیندزی بیر، گری اسپینلی و جان لی هنکاک است. فیلمنامه نهایی را پاتریک نس به همراه کریستوفر فورد به نگارش درآورده است. از ستارگان این فیلم می‌توان به تام هالند، دیزی ریدلی، مس میکلسن، دمیان بیچیر، کورت ساتر، نیک جوناس، سینتیا اریوو و دیوید اویلوو اشاره کرد. این فیلم اقتباسی از رمان چاقوی ایستادگی اولین کتاب از سه‌گانه آشوب مدام اثر پاتریک نس است که از سوی لاینزگیت در ۵ مارس ۲۰۲۱ منتشر شد. داستان این فیلم در آینده و در دنیایی نابودشده به نام دنیای جدید که در آن همه زنان کشته شده‌اند و همه مردان می‌توانند افکار یکدیگر را در قالب تصاویر و صداهایی به نام نویز بفهمند، اتفاق می‌افتد و دربارهٔ دو نوجوان است که پس از فهمیدن رازهایی تاریک دربارهٔ تاریخ دنیای جدید، تصمیم به فرار از دست شهردار شهرک پرنتیستاون و ارتش او می‌گیرند. نام این فیلم برگرفته شده از خط اول کتاب اول، چاقوی ایستادگی است: نویز یک مرد بدون محدودیت است و بدون محدودیت، یک مرد فقط هرج‌ومرجی است که گام برمی‌دارد.
حدود سال ۲۰۱۱، چارلی کافمن، جیمی لیندن، جان لی هنکاک، گری اسپینلی، پاتریک نس شروع به نوشتن فیلمنامه کردند. بازنویسی فیلمنامه توسط کریستوفر فورد و پاتریک نس انجام شد. در سال ۲۰۱۶، داگ لیمان به عنوان کارگردان انتخاب شد.
فیلم‌برداری در ۲۰۱۷ آغاز و در همان سال به پایان رسید. قرار بود که این فیلم در تاریخ ۱ ژانویه ۲۰۱۹ اکران شود، اما به علت مشکلات کیفی، در آوریل ۲۰۱۹ فیلم‌برداری مجدداً انجام شد و پس از یک بار تعویق به علت دنیاگیری کووید ۱۹، در آوریل ۲۰۲۱ اکران شد. این فیلم همچنین به عنوان یک شکست تجاری شناخته شد، و ۲۷ میلیون دلار در سراسر جهان فروش کرد در حالی که ۱۲۵-۱۰۰ میلیون دلار بودجه ساخت آن بوده است.

## داستان
در آینده دنیایی وجود دارد که در آن تمام زنان و دختران ناپدید شده‌اند و همه چیزهای زنده می‌توانند از طریق تصاویر و صداهایی به نام نویز وارد ذهن‌های یکدیگر شوند و ذهن‌های آنها را بخوانند. در آینده ای نزدیک تاد هیوت فهمیده است که نوعی ویروس باعث کشته شدن همه زنان جهان و پخش شدن صداهایی ناخوشایند به نام نویز در جهان شده است که توانایی ویژه ای برای شنیدن افکار انسان‌ها و حیوانات دارد، لحظه ای صدا قطع و سکوت برقرار می‌شود و تاد هیوت خیلی زود کسی که باعث قطع شدن صداها شده است را پیدا می‌کند: یک دختر مرموز به نام ویولا اید، نخستین زنی که تاد هیوت تا به حال ملاقات کرده است، که در سیاره آنها فرود آمده است. در این چشم‌انداز خطرناک، زندگی ویولا تهدید می‌شود. تاد هیوت به او قول می‌دهد که از او محافظت کند، تاد باید سعی کند قدرت درونی خودش را کشف کند تا اسرار تاریک دنیای جدید را حل کند.

## بازیگران
- دیزی ریدلی در نقش ویولا اید: زنی بدون نویز، کسی که کلید بازکردن اسرار دنیای جدید است.
- تام هالند در نقش تاد هیوت: پسری که در سیاره دوردستی در دنیای جدید زندگی می‌کند.
- مس میکلسن در نقش دیوید پرنتیس: شهردار بی‌رحم شهرک پرنتیستاون.
- دمیان بیچیر در نقش بن مور، یکی از پدرخواندگان تاد.
- سینتیا اریوو در نقش هیدلی بلک: از متحدان تاد و هیوت، رهبر شهرک فاربران، که در برابر شهردار دیوید پرنتیس و ارتش رو به رشد او موضع‌گیری می‌کند.
- نیک جوناس در نقش دیوید پرنتیس جونیور، پسر شهردار و یکی از سربازان.
- دیوید اویلوو در نقش آرون، یک کشیش خشن در دنیای جدید که به دنبال تاد و وایولا است.
- کورت ساتر در نقش کیلین بوید: یکی از پدرخواندگان تاد.
- اسکار جانادا در نقش ویلف، یک رانده شدهٔ محروم که در طرح توطئه علیه شهردار نقش مؤثری دارد.

## ساخت فیلم
در اکتبر سال ۲۰۱۱، لاینزگیت موفق شد که حقوق توزیع جهانی برای فیلم اقتباسی از سه‌گانه آشوب مدام اثر پاتریک نس را به دست آورد. تهیه‌کنندگی این اثر به داگ دیویسین سپرده شد و جیمی لیندن به عنوان نویسنده شروع به نوشتن فیلمنامه کرد. در سال ۲۰۱۳ مجله ددلاین هالیوود اعلام کرد که رابرت زمکیس به عنوان کارگردان در نظر گرفته شده است اما رابرت زمیکس به علت مشکلات برنامه‌ریزی کارگردانی را رها کرد و به گروه تولید پیوست. در ۱۰ ژوئن ۲۰۱۶، داگ لیمان به عنوان کارگردان انتخاب شد. در ۴ اوت ۲۰۱۶، دیزی ریدلی به عنوان بازیگر نقش اول زن برگزیده شد. در ۲۸ نوامبر ۲۰۱۶، تام هالند به عنوان بازیگر نقش اول مرد به دیزی ریدلی اضافه شد. دیزی ریدلی برای این نقش از کلاه‌گیس استفاده کرد. در اوایل فیلم‌برداری بینی تام هالند، به خاطر اجرای صحنه‌های اکشن شکست.
در ۲۰ ژوئیه ۲۰۱۷، اعلام شد که مدس میکلسن برای بازی در نقش شهردار، به هالند و ریدلی پیوسته است. در اوت ۲۰۱۷، دمیان بیچیر، کورت ساتر، نیک جوناس، دیوید اویلوو و در سپتامبر همان سال سینتیا اریوو به جمع بازیگران اضافه شدند. در ۷ اوت ۲۰۱۷، فیلم‌برداری در مونترآل آغاز شد، همچنین بخش‌هایی از فیلم نیز در اسکاتلند و ایرلند فیلمبرداری شد. سرانجام در نوامبر سال ۲۰۱۷، فیلمبرداری به اتمام رسید.
در آوریل سال ۲۰۱۸، پس از بازبینی فیلم، لاینزگیت از کیفیت فیلم راضی نبود و آن را غیرقابل اکران دانست و اعلام کرد که برای تکمیل کردن فیلم نیاز به فیلمبرداری مجدد برخی صحنه‌ها دارند که از اواخر سال ۲۰۱۸ تا سال ۲۰۱۹ ادامه خواهد داشت؛ اما به علت مشغلهٔ کاری ستارگان اصلی فیلم و عدم امکان بازگشت آن‌ها برای ادامه ضبط، فیلمبرداری به تأخیر افتاد؛ زیرا دیزی ریدلی در جنگ ستارگان: خیزش اسکای‌واکر و تام هالند در مرد عنکبوتی: دور از خانه حضور داشتند؛ بنابراین امکان فیلمبرداری تا آوریل سال ۲۰۱۹ فراهم نشد. فیلمبرداری مجدد فیلم در آپریل سال ۲۰۱۹ و در آتلانتا انجام شد که ۱۵ میلیون دلار هزینه دیگر دربرداشت، همچنین فده آلوارز، در نسخه جدید در کارگردانی به داگ لیمان کمک کرد.

## انتشار
آشوب مدام در تاریخ ۵ مارس ۲۰۲۱، توسط لاینزگیت و در سینماهای عمومی و به صورت آی‌مکس در ایالات متحده آمریکا اکران شد. پیش از این قرار بود در تاریخ ۱ مارس ۲۰۱۹ اکران شود که به دلیل فیلم‌برداری مجدد اکران آن به تعویق افتاد. همچنین قرار بود در تاریخ ۲۲ ژانویه ۲۰۲۱ اکران شود اما به دلیل دنیاگیری کووید-۱۹ باز هم اکران آن به تعویق افتاد.